# Gryllacris buhleri
Gryllacris buhleri is een rechtvleugelig insect uit de familie Gryllacrididae. De wetenschappelijke naam van deze soort is voor het eerst geldig gepubliceerd in 1953 door Willemse.